# Гаряча точка Макдональда

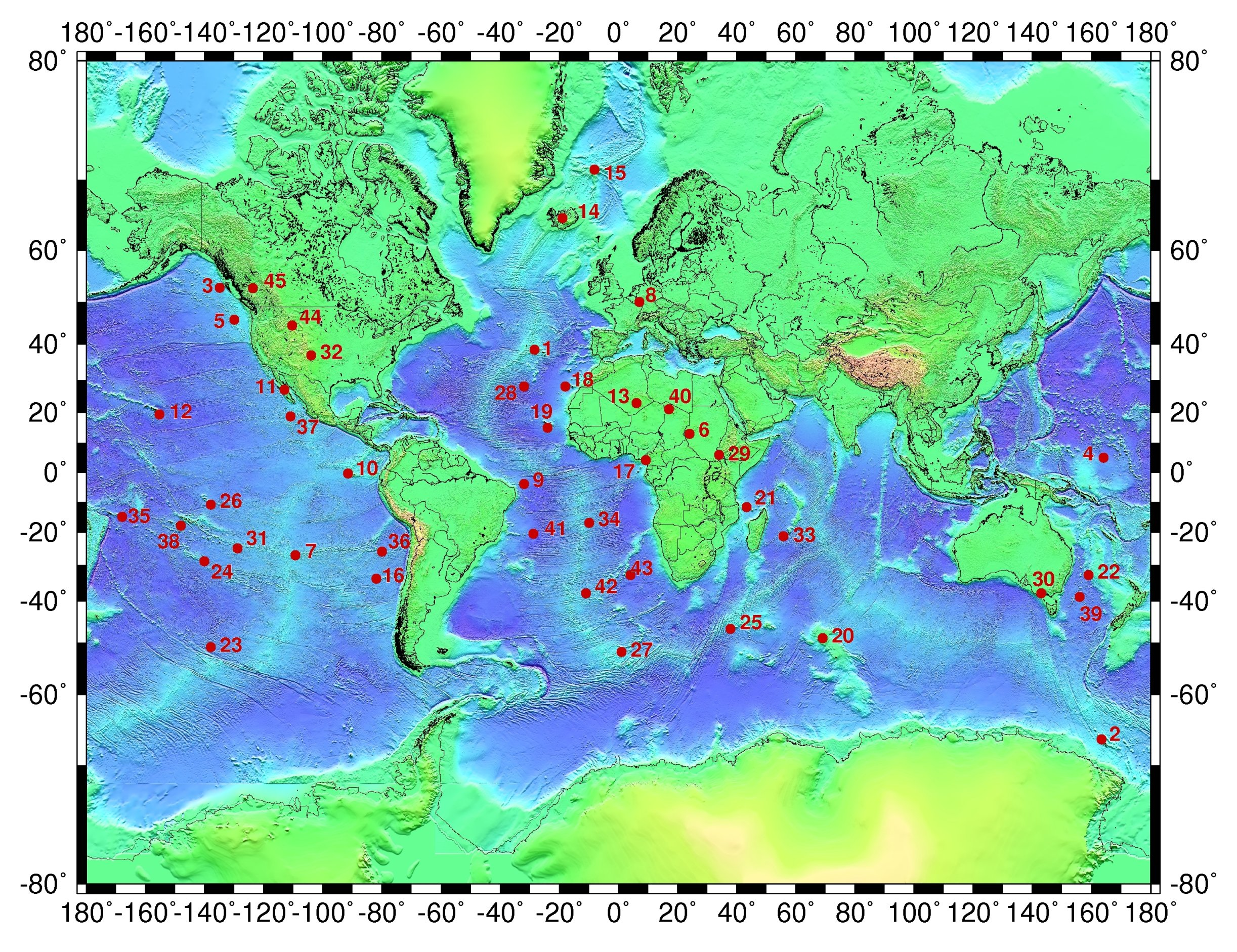
Гаряча точка Макдональда знаходиться в Тихому океані, позначена на карті цифрою 24

Гаряча точка Макдональда (також відома як «Тубуай» або «Старий Руруту») — вулканічна гаряча точка на півдні Тихого океану. 
Через діяльність цієї гарячої точки було утворено підводну гору Макдональда і, можливо, пасмо Австралійських островів-Острови Кука. Ймовірно, це не спричинило весь вулканізм Австралійських островів  та островах Кука, оскільки дані про вік свідчать про наявність кількох додаткових гарячих точок. 
На додаток до вулканів на Австралійських островах і островах Кука, Токелау, Острови Гілберта, Острови Фенікс і деякі з Маршаллових Островів також кілька підводних гір на Маршаллових островах могли бути утворені гарячою точкою Макдональда.